# Lingua puyuma
La lingua puyuma è la lingua parlata dal popolo Puyuma di aborigeni taiwanesi. Essa fa parte delle lingue formosane, della famiglia delle lingue austronesiane. La lingua è a rischio, in quanto non si sta tramandando tra le nuove generazioni, ma è parlata soprattutto da anziani e adulti.